# Беверино
Беверѝно (на италиански: Beverino, на местен диалект Beveìn, Бевеин) е община в северозападна Италия, провинция Специя, регион Лигурия. Разположено е на 73;m надморска височина. Населението на общината е 2400 души (към 2011 г.).
Административен център на общината е село Падиварма (Padivarma).